# Anostomidae
Famille
Les Anostomidae (Anostomidés) sont une famille de poissons de l'ordre des Characiformes. On les trouve essentiellement en Amérique du Sud.

## Liste des sous-familles
Selon ITIS (10 juillet 2014) :
- sous-famille des Anostominae
- sous-famille des Chilodontinae

## Liste des genres
Selon Catalogue of Life (10 juillet 2014) et FishBase (10 juillet 2014) :
- genre Abramites Fowler, 1906
- genre Anostomoides Pellegrin, 1909
- genre Anostomus Scopoli, 1777
- genre Gnathodolus Myers, 1927
- genre Hypomasticus Borodin, 1929
- genre Laemolyta Cope, 1872
- genre Leporellus Lütken, 1875
- genre Leporinus Agassiz, 1829
- genre Petulanos Sidlauskas & Vari, 2008
- genre Pseudanos Winterbottom, 1980
- genre Rhytiodus Kner, 1858
- genre Sartor Myers & Carvalho, 1959
- genre Schizodon Agassiz, 1829
- genre Synaptolaemus Myers & Fernández-Yépez, 1950

Selon World Register of Marine Species (10 juillet 2014) :
- genre Abramites Fowler, 1906
- genre Anostomoides
- genre Anostomus
- genre Gnathodolus
- genre Laemolyta
- genre Leporellus
- genre Leporinus
- genre Pseudanos
- genre Rhytiodus
- genre Sartor
- genre Schizodon
- genre Synaptolaemus